# Kvantum
För butikerna, se Ica Kvantum
Kvantum, av latin "hur mycket?", diskret enhet av någonting, särskilt verkanskvantat (Plancks konstant) som spelar en grundläggande roll i kvantfysik. Ett exempel är fotonen som är ett kvantum av elektromagnetisk strålning.
Om ett system, till exempel ett digitalt nät, bara kan anta diskreta värden säger man att det är kvantiserat, se kvantisering.